# Enric Sió i Guardiola
Enric Sió i Guardiola (5 de abril de 1942, Badalona, España - 2 de noviembre de 1998, Barcelona) fue un historietista, ilustrador, fotógrafo y publicista español. Junto con otros autores de su misma generación, como Josep María Beá (1942), Luis García (1946), Felipe Hernández Cava (1953), Carlos Giménez (1941), Fernando Fernández (1940) o Adolfo Usero (1941) participó en la renovación del cómic español, siendo adscrito habitualmente al grupo de estilo «pictórico».

## Biografía

### Infancia y juventud
Hijo del director de una empresa textil, Enric estudió Economía pero su vocación le llevó a iniciar también Bellas artes. En 1960 comienza profesionalmente como historietista en la Editorial Mateu y luego Bruguera, publicando también historietas románticas en la revista Valentine de la editorial británica Fleetway a través de la agencia Selecciones Ilustradas. Pronto las abandona, ante las escasas perspectivas económicas y se coloca como redactor y supervisor en la editorial catalana Edicions 62/Ediciones Península durante año y medio.

### Madurez[3]
En 1966 vuelve al cómic, desarrollando varios episodios del cómic bélico Battler Britton. Su nombre no empezó a "sonar" en el mundillo del cómic hasta que un año después dibuja por encargo de la revista Oriflama, Lavinia 2016 o la Guerra de los Poetas con guion de Emili Teixidor. Este es una sutil sátira de la vida cultural y política de la Cataluña de la época y se le considera el primer cómic políticamente crítico contra el franquismo.
En 1968 dibuja para una edición en fascículos de la editorial Salvat dos historias a color: Nus y el Atleta y Sorang en las que experimentó diversas innovaciones visuales y narrativas. También colaboró en esta época con Román Gubern en su libro El lenguaje de los Cómics.
En 1969 y 1970 dibuja las series Aghardi y Mis Miedos que fueron publicadas en la revista de terror Drácula. Coetáneamente crea sobre una idea de su amigo el guionista Andrés Martín la que se considera su obra maestra, Mara, en la que continúa sus experimentos estilísticos y narrativos. Consta de 16 cuentos aparecidos originariamente en la revista italiana Linus. Algunos de ellos fueron publicados en España por la revista Bocaccio de Barcelona y posteriormente en Sunday de Madrid, pero solo fue recopilado como álbum en una edición de 1980. Esta contó con un prólogo de su amigo Carlos Saura.
En 1974 se exilió voluntariamente en Italia por «la asfixia que le produce el grisáceo panorama social y político español». Allí conoció a autores italianos de cómic adulto, con los cuales se identificó y con los que ha sido comparado con frecuencia, tales como Guido Crepax, Hugo Pratt o Dino Battaglia. En este país publicó Mara y Aghardí en la revista Linus y participa en una sección de la obra Il Casanova, si bien se le pidió que la modificara debido a su alto contenido erótico. Se publicará posteriormente y sin censurar en la revista Rambla.
En 1977 se instala con su esposa en el Barrio Latino de París y publica para la Editorial Larousse varios episodios de la serie Los Grandes Descubrimientos y para la revista Charlie Hebdo.
Regresó a Barcelona en 1979 donde creó una serie de cuentos cortos que se publicaron en las revistas Rambla, en Tótem y en la francesa Pilote.
En 1985 y aprovechando el auge de las revistas de cómic adulto, lanza como editor la revista La Oca, de formato similar a la italiana Linus y en la que publica a algunos de sus autores favoritos como Crepax, Battaglia o Sergio Toppi además de obras propias y artículos culturales. Fue concebida como una alternativa culta y de calidad a las revistas de la época que Sió desdeñaba, sin embargo no tuvo éxito y tuvo que dejar de publicarse tras sólo cuatro números, dejando inconclusas algunas series.

### Otras actividades
Tras esta experiencia abandonó la historieta para dedicarse a otras facetas creativas como la fotografía, la publicidad o el cine. Publicó en 1992 un libro de fotografía titulado Barcelona, Guapa! con desnudos en lugares emblemáticos de la ciudad. En una de estas fotografías una modelo se desnudó durante un partido entre el Real Madrid y el Barcelona en el Camp Nou, momento que fue recogido por los medios de comunicación presentes causando considerable revuelo. En el campo de la publicidad destaca su campaña para la marca Benetton. Como ilustrador realizó entre otros muchos encargos la portada del disco Visca l'Amor de Gillermina Motta.
Su último trabajo fue una caricatura de Pinochet que fue publicada en el diario Avui el 31 de octubre de 1998, día en que sufrió un derrame cerebral por el que falleció.

## Premios
Recibió numerosos reconocimientos y premios a lo largo de su carrera entre los que destacan el Lucca en 1969, Yellow Kid en 1971 o el European lllustration por el libro Autodafe (1976-77), o galardones en las ferias de Treviso y Toulouse.

## Legado
La obra de Sió se enmarca en las corrientes que surgieron a mediados de los 60 entre los autores de cómic europeos que reclamaban la mayoría de edad de la historieta como una forma de arte culta y libre. Siempre consideró al cómic como una forma de arte comparable al cine o la literatura, y sus obras buscan un nivel expresivo y conceptual muy superior al cómic tradicional. Para ello recurre a complejos recursos gráficos variando deliberadamente su estilo, a veces en la misma página, para lograr un expresionismo inusual en la historieta convencional. El ensayista Javier Coma le incluyó entre los doce clásicos del cómic español en su obra de 1981 Y nos Fuimos a Hacer Viñetas.
Se le ha comparado frecuentemente con Guido Crepax, con el que comparte estilo y aspiraciones narrativas. En una historieta toma prestada a Valentina, personaje de Crepax y le hace dialogar con su personaje Mara.
La historieta Mara precisamente se considera generalmente su obra cumbre. Es una colección de 16 cuentos surrealistas escenificados en una mansión barcelonesa barroca y decadente. De ella Román Gubern dijo:

"Nunca, antes de Mara, el cómic español había desarrollado una puesta en escena tan elaborada, tan brillante e imaginativa... Con Mara se colocó al cómic español un listón artístico tan alto que difícilmente podría ser superado por los dibujantes que cultivasen una línea artística afín o similar"

Fuertemente comprometido con el cómic como expresión artística desdeñaba la historieta tradicional: "si tuviera que hacer supermanes me pegaría un tiro" dijo en una entrevista. En 1984 firmó junto a otros dibujantes e intelectuales un manifiesto contra una exposición en homenaje a Hergé al que consideraban infantiloide y reaccionario.
Su técnica se basa en el uso de fotografías como base para sus dibujos lo que le ha valido no pocas críticas, la revista de crítica El Wendigo llegó a decir de su estilo que era "una muestra fría y vacía de lo que se puede hacer con una ampliadora".
En los últimos años se ha recuperado la figura de Enric Sió en exposiciones como la que se realizó en la Semana Negra de 2016 de Gijón, u otra que se realizó en Badalona, su ciudad natal en 2019. El Museu de Badalona editó un libro dedicado a la vida y obra de Sió.
La editorial barcelonesa ECC inicia el año 2021 la labor de escanear con un máximo de calidad dibujos originales de Enric Sió. El objetivo es hacer nuevas ediciones de sus cómics.